# Gellerup (wijk)
Gellerup is een parochie en wijk in Brabrand, in het westen van Aarhus . Het ligt direct ten westen van Ring 2 en met Silkeborgvej als doorgaande weg. Er zijn 11.406 inwoners in Gellerup per 2012.
Qua huisvesting wordt Gellerup gedomineerd door volkshuisvesting in de vorm van bakstenen en betonnen hoogbouw van 4 tot 8 verdiepingen, voornamelijk in het grote gebied Gellerup Planen, dat onder meer omvat de grootste woonwijk van Denemarken, Gellerupparken. Daarnaast zijn er een aantal vrijstaande woningen.
In het westelijk deel bevindt zich een industriegebied.
City Vest en Bazar Vest zijn de grootste winkelcentra in Gellerup, en een van de grootste in Aarhus en veel mensen komen hier om te winkelen. Zo heeft City West ca. 3 miljoen klanten per jaar in 2010 (echter afgenomen tot ongeveer 2,7 miljoen in 2016) en Bazar Vest heeft 1,5 miljoen bezoekers (30.000 per week).
In Gellerup zijn er veel mogelijkheden om zowel binnen als buiten te sporten. Er is een zwembad, motorcrossbanen, ballenvelden en fitnessapparatuur om buiten te sporten. In oktober 2005 werd het vrijetijds-, cultuur- en sportcentrum Globus1 ingehuldigd.

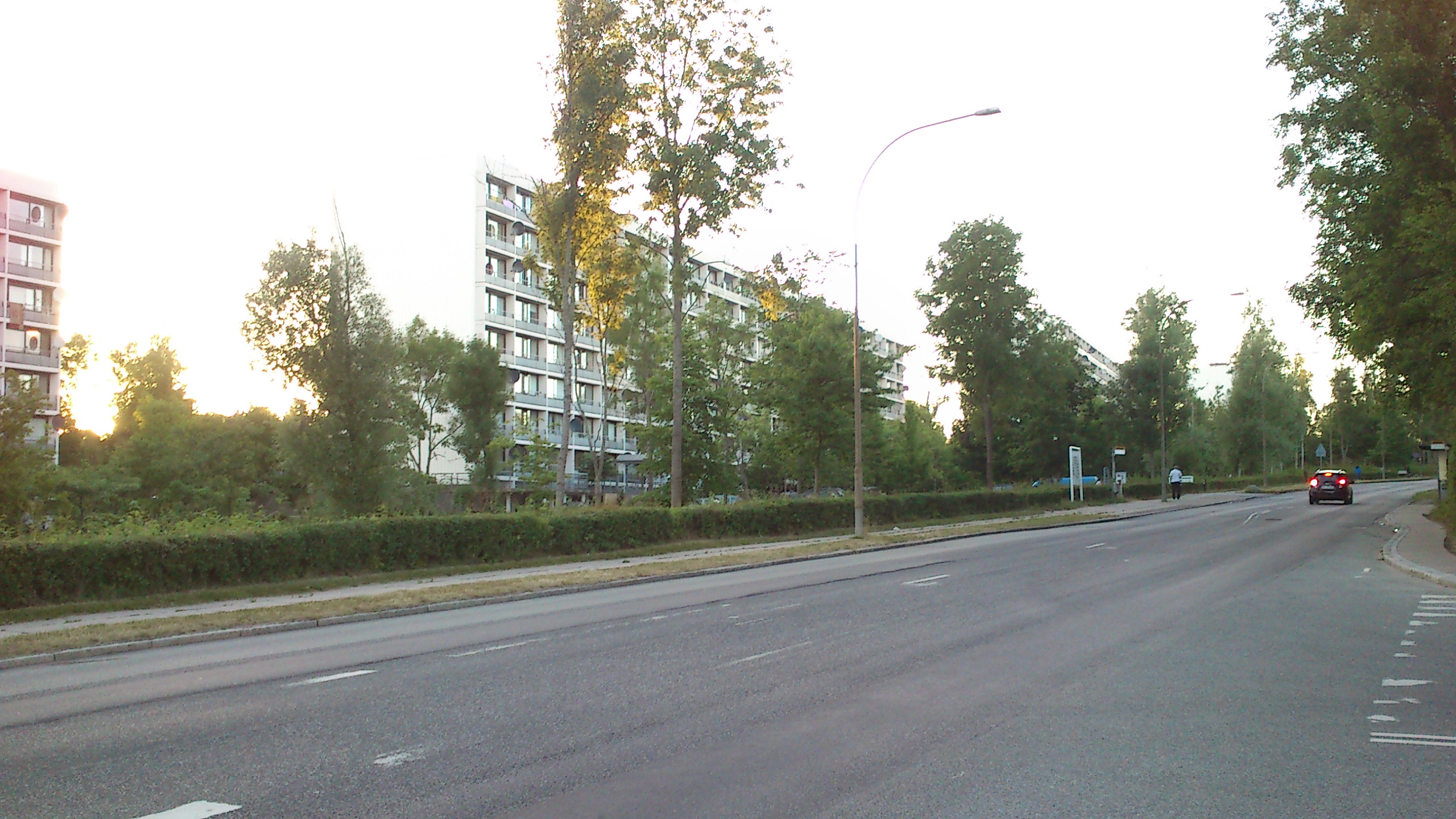
Een flat in de wijk Gellerup

Gellerup wordt omgeven door een aantal natuurlijke attracties en recreatiegebieden. In het noorden en oosten liggen Hasle Bakker en Skjoldhøjkilen . In het westen ligt Langdalen, dat uitkomt in een groter bosgebied bestaande uit True Forest en Årslev Forest . In het zuidoosten ligt het Gellerup-bos en in het zuiden is er toegang tot en uitzicht op Brabrandsøen met verschillende aangrenzende natuurgebieden.